# Josef Florian Vogl
Josef Florian Vogl (6. listopadu 1818 Kamenický Šenov – 1. října 1896 Horní Blatná ) byl český a rakouský geolog a politik německé národnosti, v 80. letech 19. století poslanec Českého zemského sněmu.

## Biografie
Pocházel ze severních Čech, ale pobýval a působil v Krušnohoří. Od roku 1868 až do své smrti žil v Horní Blatné.
Profesí byl geologem. V letech 1850–1857 působil v jáchymovských dolech, západním důlním oddělení na cechu sv. Eliáše coby druhý horní přísežný, pak od roku 1857 pracoval na pozici c. k. hormistra v Horním Slavkově, kde setrval do roku 1868, kdy byly slavkovské doly uzavřeny. Následně opustil hornictví a působil coby obchodník s realitami v Horní Blatné. V období let 1877–1893 byl starostou Horní Blatné. V 80. letech 19. století se zapojil i do zemské politiky. V zemských volbách v Čechách v roce 1883 byl zvolen v kurii venkovských obcí (volební obvod Jáchymov – Blatná) do Českého zemského sněmu. V lednu 1887 byl prohlášen za vystouplého. Šlo o projev politiky pasivní rezistence, kdy němečtí poslanci na protest proti nevyslyšení německých národnostních a jazykových požadavků zahájili faktický bojkot sněmu. V doplňovacích volbách v září 1887 zde místo něj byl zvolen Josef Patzak.
Je autorem ve své době nejvýznamnější publikace o geologii jáchymovských dolů Gangverhaltnisse und Mineralreichthum Joachimsthals, která vyšla roku 1856. Publikoval množství dalších odborných statí. Je po něm pojmenován vzácný uranový minerál voglit.

### Rodina
Josef Florian Vogel se v Blatné oženil 28. října 1873 s Theresia Schmuck. Měli spolu dvě dcery Maria Franzisku (1870–1892) a Eleonoru Vogl (1874–1943).

### Dílo
- Gangverhältnisse und Mineralreichthum Joachimsthals, Teplize 1865 Online
- Die alte Lateinschule in Joachimsthal. V: MVGDB9 (1871), S. 162–173.